# Jalogny
Jalogny är en kommun i departementet Saône-et-Loire i regionen Bourgogne-Franche-Comté i östra Frankrike. Kommunen ligger i kantonen Cluny som tillhör arrondissementet Mâcon. År 2022 hade Jalogny 398 invånare.

## Befolkningsutveckling
Antalet invånare i kommunen Jalogny
| Referens: INSEE |